# Zeer zorgwekkende stof
Een zeer zorgwekkende stof (ZZS) is een chemische stof (of behoort tot een categorie van chemische stoffen) die gevaarlijk is voor mens of milieu omdat die bijvoorbeeld kankerverwekkend is, de voortplanting verstoort of zich in de voedselketen ophoopt. De criteria die worden gebruikt om een zeer zorgwekkende stof te identificeren zijn vastgelegd in de REACH-verordening. Mensen, planten en dieren kunnen in contact komen met zeer zorgwekkende stoffen via het milieu (lucht of water), via de werkplek, of via producten zoals schoonmaakmiddelen. Voorbeelden van zeer zorgwekkende stoffen zijn lood, koper, vinylchloride en benzeen.

## Nederlands beleid voor zeer zorgwekkende stoffen
Het Nederlandse beleid is er op gericht de uitstoot naar de lucht en lozingen naar het water van zeer zorgwekkende stoffen te beperken. Het doel van het Nederlandse beleid is om deze stoffen zoveel mogelijk uit de leefomgeving te weren. Dat gebeurt door:
- het beperken van de uitstoot of lozingen op basis van voorschriften in vergunningen wordt het zeerzorgwekkendestoffenbeleid via de zogenoemde Algemene beoordelingsmethodiek (ABM) en het handboek immissietoets vormgegeven, die te vinden zijn op de website van kenniscentrum InfoMil van Rijkswaterstaat,[2]
- het vervangen van deze stoffen door minder gevaarlijke stoffen.[3]

Vanaf 1 januari 2016 geldt een minimalisatieverplichting voor alle zeer zorgwekkende stoffen. Voor emissies naar de lucht staan de regels in het Activiteitenbesluit milieubeheer. Voor lozingen naar het water geldt de Kaderrichtlijn Water en andere waterwetgeving.

## Identificatie van zeer zorgwekkende stoffen
De volgende criteria voor zeer zorgwekkende stoffen zijn opgenomen in artikel 57 van de REACH-verordening:
- kankerverwekkend (C),
- mutageen (M),
- reprotoxisch (giftig voor de voortplanting) (R),
- persistent, bioaccumulerend en toxisch (PBT),[6]
- zeer persistent en zeer bioaccumulerend (vPvB),
- wetenschappelijk bewijs voor waarschijnlijke ernstige gevolgen voor de menselijke gezondheid of het milieu die aanleiding geven tot een gelijkwaardige zorg; dergelijke stoffen worden geïdentificeerd op een case-by-case basis.

Het criterium van gelijkwaardige zorg is belangrijk, omdat daarmee stoffen met toxicologische eigenschappen die niet met name zijn genoemd in REACH kunnen worden gereguleerd. Het gaat dan bijvoorbeeld om sensibiliserende, neurotoxische en hormoonverstorende stoffen.
REACH is een systeem voor registratie, evaluatie en toelating van chemische stoffen die in de Europese Unie geproduceerd of geïmporteerd worden. Binnen REACH worden zeer zorgwekkende stoffen aangeduid als Substance of Very High Concern (SVHC). Deze SVHC's staan op de zogenoemde kandidatenlijst. Zeer zorgwekkende stoffen worden echter ook geïdentificeerd op basis van andere Europese wetgeving en internationale verdragen, namelijk:
- stoffen die onder de CLP-verordening zijn geclassificeerd als carcinogeen, mutageen of reprotoxisch in categorie 1A of 1B,[8]
- zogenoemde gelijkwaardige zorgstoffen in de POP-verordening,[9]
- prioritair gevaarlijke stoffen in de Kaderrichtlijn Water,[10]
- stoffen op de lijst voor prioritaire actie van OSPAR.[11]

Al deze lijsten zijn verschillend omdat elk van deze richtlijnen en verdragen een ander doel hebben. Het Rijksinstituut voor Volksgezondheid en Milieu heeft de stoffen van deze lijsten gecombineerd op één lijst.
Ook stoffen die door bedrijven zelf worden geclassificeerd als carcinogeen, mutageen of reprotoxisch in categorie 1A of 1B zijn zeer zorgwekkende stoffen, maar die stoffen staan niet op de lijst van het RIVM omdat ze niet in een verdrag of richtlijn als zeer zorgwekkende stof zijn vastgesteld.

## REACH en zeer zorgwekkende stoffen
Alle Substances of Very High Concern (SVHC) onder de REACH-Verordening vallen onder het Nederlandse beleid gericht op het terugdringen van zeer zorgwekkende stoffen, maar er vallen ook stoffen onder die geen SVHC zijn. De totale hoeveelheid zeer zorgwekkende stoffen is dus groter de hoeveelheid SVHC's. Dat komt bijvoorbeeld omdat bestrijdingsmiddelen niet onder REACH vallen. Verder beperkt REACH zich tot stoffen die op de markt worden gebracht, terwijl in andere kaders ook stoffen worden meegenomen die onbedoeld tijdens productieprocessen worden gevormd en als emissie in water of lucht terechtkomen.

## Kandidatenlijst van Substances of Very High Concern
Het aanmerken van een stof als SVHC door het Europees Chemicaliënagentschap (ECHA) is de eerste stap in de procedure voor de zogenoemde autorisatie van een chemische stof. De lijst van SVHC-stoffen wordt aangeduid als de kandidatenlijst omdat alle daarin opgenomen stoffen op de nominatie staan om te worden opgenomen in bijlage XIV van REACH (de lijst van autorisatieplichtige stoffen). Autorisatie houdt in dat het gebruik van een stof is verboden tenzij toestemming (autorisatie) is aangevraagd. Onder REACH is de eerste lijst van SVHC-stoffen, de zogenaamde kandidatenlijst, gepubliceerd op 28 oktober 2008 en deze is sindsdien een aantal keer aangevuld met nieuwe stoffen. Na de laatste aanvulling op 4 januari 2017 staan er 173 SVHC's op de lijst, die is te vinden op de website van het Europees Chemicaliën Agentschap.
Als een stof voldoet aan één of meer van de criteria betekent dat niet per se dat deze zal worden voorgesteld als SVHC. Het aanmerken als SVHC betekent namelijk ook dat autorisatie als voor de hand liggende vervolgstap wordt gezien, en dat is niet bij alle stoffen het geval. Daarnaast zijn veel van dergelijke stoffen reeds onderworpen aan andere beperkingen op productie, import of gebruik, zoals de zogenaamde restricties in bijlage XVII van de REACH-verordening. Het kan ook zijn dat andere wetgeving van toepassing is, zoals die voor bestrijdingsmiddelen en cosmetica. Binnen REACH zijn er drie prioritaire groepen voor de beoordeling:
- stoffen die tegelijk persistent, bioaccumulerend en toxisch (PBT-stoffen) en stoffen die tegelijk zeer persistent en zeer bioaccumulerend (vPvB-stoffen) zijn,
- stoffen die wijd verspreid raken tijdens het gebruik,
- stoffen die worden gebruikt in grote hoeveelheden.[15]

## Gevolgen van plaatsing op de kandidatenlijst
De kandidatenlijst is in de eerste plaats een openbare lijst van stoffen waarvoor het Europees Agentschap voor chemische stoffen overweegt om toestemming te laten vragen voor sommige of alle toepassingen. Er is echter een aantal directe gevolgen als een stof op deze lijst staat. Leveranciers van deze stoffen moeten hun afnemers een veiligheidsinformatieblad (VIB) geven. Leveranciers van mengsels van stoffen die meer dan 0,1% van het gewicht SVHC’s bevatten moeten hun klanten op aanvraag voorzien van een veiligheidsinformatieblad. De fabrikanten of importeurs van voorwerpen die een SVHC bevatten (in meer dan 0,1% van het gewicht) moeten hun klanten en - op verzoek - consumenten adequate informatie verschaffen over het veilig gebruik en verwijdering van het artikel, inclusief de naam van de betrokken SVHC('s). Verder moeten fabrikanten en importeurs van voorwerpen in bepaalde gevallen ook het Europees Chemicaliën Agentschap informeren over de hoeveelheden SVHC's in hun artikelen. Volgens een recente uitspraak van het Europese hof gelden deze informatieverplichtingen niet alleen voor het voorwerp als geheel, maar tevens voor alle afzonderlijke componenten die als voorwerp kunnen worden beschouwd.
Naast de chemische industrie, hebben ook veel andere bedrijven te maken met deze regelgeving, zoals de textiel-, tapijt- en leerindustrie, kunststofverwerking, cosmetische industrie, voedingsmiddelenindustrie, petrochemie, grafische industrie, sportartikelenfabricage, speelgoedfabrikanten, recycling, elektrotechnische industrie, fijnmechanica, optische industrie, machinebouw en plantenkwekerijen. Het RIVM heeft een helpdesk en website waar bedrijven hun verplichtingen kunnen opzoeken.

## Autorisatie
Zodra een stof is opgenomen op de kandidatenlijst, geeft ECHA aan een of meer nationale of particuliere onderzoeksinstituten de opdracht een technisch rapport op te stellen. Daarin wordt de beschikbare informatie over productie, invoer, gebruik en lozingen van de stof in kaart gebracht, en de mogelijke alternatieven voor de verschillende toepassingen van zo’n stof. Op basis van dit technisch rapport beslist ECHA of het de Europese Commissie voorstelt om de stof toe te voegen aan bijlage XIV van de REACH-verordening. Daarmee moet voor elk gewenst gebruik van de stof toestemming gevraagd worden. De ontwerpaanbevelingen worden openbaar gemaakt en belanghebbenden kunnen er gedurende drie maanden commentaar op leveren. Daarna worden de definitieve aanbevelingen naar de Europese Commissie gestuurd. De eerste ontwerpaanbevelingen werden gepubliceerd op 14 januari 2009, en nieuwe ontwerpaanbevelingen moeten minstens elke twee jaar worden gedaan.
Voor elke stof in bijlage XIV is een datum bepaald waarop alle toepassingen van die stof aan ECHA moeten zijn gemeld (latest application date), en is er tevens een datum waarna de stof niet kan worden gebruikt zonder toestemming van het ECHA (sunset date).
Het aanvragen van toestemming voor het gebruik (meestal door bedrijven) gebeurt door bij ECHA een autorisatieverzoek in te dienen. ECHA geeft dan de gelegenheid om commentaar te leveren op het verzoek. Vervolgens beoordeelt het Risicobeoordelingscomité (RAC) het risico dat ontstaat bij de toepassingen van een stof waarvoor toestemming wordt gevraagd. Het RAC beoordeelt daartoe ook of de risicobeheersingsmaatregelen die in het autorisatieverzoek worden beschreven adequaat zijn, en wat de risico's zijn van mogelijke alternatieve stoffen. Ook het eventuele commentaar van derden wordt bij het advies van het RAC betrokken. Daarna beoordeelt het Comité sociaaleconomische analyse (SEAC) de sociaal-economische factoren en de beschikbaarheid, geschiktheid en technische haalbaarheid van alternatieven voor de toepassingen van de stof waarvoor toestemming wordt gevraagd. Ook in het advies van SEAC worden commentaren meegenomen. Op basis van deze adviezen neemt de Europese Commissie een besluit over het autorisatieverzoek.